# Liga Regional Totorense de Fútbol
La Liga Regional Totorense de Fútbol (cuyas siglas son LRTF) es una de las Ligas regionales de fútbol en Argentina y es una entidad que aglutina y organiza la práctica deportiva del fútbol oficial en la ciudad de Totoras y alrededores.
La jurisdicción de esta institución abarca parte de los departamentos santafesinos de Iriondo y San Jerónimo, donde se encuentran los distritos de: Totoras, San Genaro, Salto Grande, Centeno, Monje, Puerto Gaboto, Clason, Clarke, Serodino, Pueblo Andino, Oliveros, Lucio V. López, Díaz y Barrancas.
También, es menester recordar, que han participado equipos de otras ciudades que no pertenecen a la zona de influencia de la liga, tales como: San Lorenzo, Maciel, Las Rosas, Bouquet, San Jerónimo Sud, Bustinza, Casas, Cañada Rosquín, Los Cardos, Roldán, Timbúes, Aldao y Luis Palacios.

## Historia
Fue fundada el 22 de abril de 1933, y a partir de ese año, salvo en 1945 y 2020 por la pandemia Covid-19, ha organizado todos los campeonatos anuales, sin interrupción. Es una de las 19 ligas que conforman a dicha provincia.
Tiene sede en calle Pueyrredon y Moreno en la ciudad de Totoras y en la actualidad es presidida por Néstor Fabián Fattori.

## Equipos afiliados
| Equipo                                           | Ciudad        | Año de Fundación | Provincia |
| ------------------------------------------------ | ------------- | ---------------- | --------- |
| Club Social y Biblioteca Aldao                   | Aldao         | 1924             | Santa Fe  |
| Club Defensores de Andino                        | Andino        | 1927             | Santa Fe  |
| Club Atlético y Recreativo Juventud Unida        | Barrancas     | 1915             | Santa Fe  |
| Club Atlético Defensores de Centeno              | Centeno       | 1942             | Santa Fe  |
| Club Atlético Independiente 22 de Febrero        | Centeno       | 1930             | Santa Fe  |
| Club Atlético Unión                              | Clarke        | 1925             | Santa Fe  |
| Club Atlético Sportivo Díaz                      | Díaz          | 1927             | Santa Fe  |
| Club Atlético Alba Argentina                     | Maciel        | 1909             | Santa Fe  |
| Club Maciel                                      | Maciel        | 1941             | Santa Fe  |
| Granaderos Sociedad Recreativa                   | Monje         | 1912             | Santa Fe  |
| Club Sportivo Belgrano                           | Oliveros      | 1921             | Santa Fe  |
| Sebastián Gaboto FootBall Club                   | Puerto Gaboto | 1920             | Santa Fe  |
| Club Atlético Provincial                         | Salto Grande  | 1914             | Santa Fe  |
| Club Atlético San Genaro                         | San Genaro    | 1908             | Santa Fe  |
| Club Sportivo Rivadavia Mutual Social y Cultural | San Genaro    | 1918             | Santa Fe  |
| Italiano Fútbol Club                             | San Genaro    | 1988             | Santa Fe  |
| Club Atlético Belgrano                           | Serodino      | 1915             | Santa Fe  |
| Club Atlético Boca Juniors de Serodino           | Serodino      | 1933             | Santa Fe  |
| Club Atlético Timbuense                          | Timbues       | 1927             | Santa Fe  |
| Club Atlético Totoras Juniors                    | Totoras       | 1924             | Santa Fe  |
| Unión Fútbol Club                                | Totoras       | 1921             | Santa Fe  |

| Equipos con este fondo, no participan de la temporada 2024. |

## Campeones
Desde mayo de 1933, fecha de inicio de los torneos de primera división de la Liga Regional Totorense, hasta la actualidad, la nómima de campeones es la siguiente:
- 1933: Union Fútbol Club (Totoras)
- 1934: Maigan Fútbol Club (Centeno)
- 1935: Club Atlético San Genaro
- 1936: Club Atlético Provincial (Salto Grande)
- 1937: Club Juventud Unida (Cañada Rosquín)
- 1938: Club Atlético Provincial (Salto Grande)
- 1939: Unión Fútbol Club (Totoras)
- 1940: Club Atlético Belgrano (Las Rosas)
- 1941: Club Atlético Belgrano (Las Rosas)
- 1942: Club Atlético Totoras Juniors
- 1943: Unión Fútbol Club (Totoras)
- 1944: no se disputó
- 1945: no se disputó
- 1946:no se disputó
- 1947: Club Sportivo Rivadavia (San Genaro)
- 1948:no se disputó
- 1949: Club Defensores de Centeno
- 1950: Unión Fútbol Club (Totoras)
- 1951: Club Defensores de Centeno
- 1952: No se disputó
- 1953: Club Atlético San Genaro
- 1954: no se disputó
- 1955: Club Atlético San Genaro
- 1956: Club Atlético San Genaro
- 1957: Club Atlético San Genaro
- 1958: Club Atlético San Genaro
- 1959: Unión Fútbol Club (Totoras)
- 1960: Unión Fútbol Club (Totoras)
- 1961: Club Atlético Totoras Juniors
- 1962: Unión Fútbol Club (Totoras)
- 1963: Unión Fútbol Club (Totoras)
- 1964: Club Atlético Colón (San Lorenzo)
- 1965: Club Atlético Totoras Juniors
- 1966: Club Atlético Estudiantes (Lucio V. López)
- 1967: Unión Fútbol Club (Totoras)
- 1968: Club Sportivo Rivadavia (San Genaro)
- 1969: Club Atlético Belgrano (Serodino)
- 1970: Club Defensores de Andino
- 1971: Club Atlético Estudiantes (Lucio V. López)
- 1972: Club Alba Argentina (Maciel)
- 1973: Club Atlético Belgrano (Serodino)
- 1974: Club Atlético Belgrano (Serodino)
- 1975: Club Atlético Unión de Clarke
- 1976: Club Defensores de Centeno
- 1977: Club Sportivo Rivadavia (San Genaro)
- 1978: Club Atlético Unión de Clarke
- 1979: Club Defensores de Andino
- 1980: Club Defensores de Andino
- 1981: Club Defensores de Andino
- 1982: Club Atlético San José (Casalegno)
- 1983: Club Atlético Provincial (Salto Grande)
- 1984: Unión Fútbol Club (Totoras)
- 1985: Club Defensores de Andino
- 1986: Club Atlético Provincial (Salto Grande)
- 1987: Club Defensores de Centeno
- 1988: Club Atlético Belgrano (Serodino)
- 1989: Club Atlético Belgrano (Serodino)
- 1990: Club Atlético Belgrano (Serodino)
- 1991: Club Atlético Totoras Juniors
- 1992: Club Atlético Totoras Juniors
- 1993: Club Sportivo Rivadavia (San Genaro)
- 1994: Unión Fútbol Club (Totoras)
- 1995: Club Atlético San Genaro
- 1996: Club Defensores de Centeno
- 1997: Club Atlético Totoras Juniors
- 1998: Club Deportivo Italiano (San Genaro)
- 1999: Club Atlético Belgrano (Serodino)
- 2000: Club Atlético Totoras Juniors
- 2001: Club Atlético Totoras Juniors
- 2002: Club Defensores de Centeno
- 2003: Club Atlético Unión de Clarke
- 2004: Unión Fútbol Club (Totoras)
- 2005: Club Sportivo Rivadavia (San Genaro)
- 2006: Club Atlético Provincial (Salto Grande)
- 2007: Club Atlético Belgrano (Serodino)
- 2008: Club Atlético Provincial (Salto Grande)
- 2009: Union Fútbol Club (Totoras)
- 2010: Club Defensores de Andino
- 2011: Club Defensores de Centeno
- 2012: Club Atlético San Genaro
- 2013: Club Atlético Totoras Juniors
- 2014: Club Atlético Totoras Juniors
- 2015: Sportivo Belgrano de Oliveros
- 2016: Club Atlético Totoras Juniors
- 2017: Unión Fútbol Club (Totoras)
- 2018: Club Defensores de Centeno
- 2019: Club Defensores de Centeno
- 2020: No se disputó.
- 2021: Club Defensores de Centeno
- 2022: Club Sportivo Rivadavia (San Genaro)
- 2023: Club Atlético Belgrano (Serodino)
- 2024: Club Sportivo Rivadavia (San Genaro)

## Títulos por equipo
| Equipo                      | Localidad      | Títulos | Años campeón                                                                             |
| --------------------------- | -------------- | ------- | ---------------------------------------------------------------------------------------- |
| Unión Fútbol Club           | Totoras        | 15      | 1933, 1939, 1943, 1946, 1950, 1959, 1960, 1962, 1963, 1967, 1984, 1994, 2004, 2009, 2017 |
| Totoras Juniors             | Totoras        | 11      | 1942, 1961, 1965, 1991, 1992, 1997, 2000, 2001, 2013, 2014, 2016                         |
| Club Atlético Defensores    | Centeno        | 11      | 1948, 1949, 1951, 1976, 1987, 1996, 2002, 2011, 2018, 2019, 2021                         |
| Club Atlético San Genaro    | San Genaro     | 10      | 1935, 1944, 1953, 1954, 1955, 1956, 1957, 1958, 1995, 2012                               |
| Club Atlético Belgrano      | Serodino       | 9       | 1969, 1973, 1974, 1988, 1989, 1990, 1999, 2007, 2023                                     |
| Club Atlético Provincial    | Salto Grande   | 7       | 1936, 1938, 1958, 1983, 1986, 2006, 2008                                                 |
| Club Sportivo Rivadavia     | San Genaro     | 7       | 1947, 1968, 1977, 1993, 2005, 2022, 2024                                                 |
| Club Defensores de Andino   | Andino         | 6       | 1970, 1979, 1980, 1981, 1985, 2010                                                       |
| Unión de Clarke             | Carrizales     | 3       | 1975, 1978, 2003                                                                         |
| Club Atlético Estudiantes   | Lucio V. López | 2       | 1966, 1971                                                                               |
| Club Atlético Belgrano      | Las Rosas      | 2       | 1940, 1941                                                                               |
| Sportivo Belgrano           | Oliveros       | 1       | 2015                                                                                     |
| Italiano Fútbol Club        | San Genaro     | 1       | 1998                                                                                     |
| Club Juventud Unida         | Cañada Rosquín | 1       | 1937                                                                                     |
| Club Alba Argentina         | Maciel         | 1       | 1972                                                                                     |
| Club Atlético San José      | Casalegno      | 1       | 1982                                                                                     |
| Club Atlético Colón         | San Lorenzo    | 1       | 1964                                                                                     |
| Club Atlético Sportivo Díaz | Díaz           | 1       | 1945                                                                                     |
| Maigan Fútbol Club          | Centeno        | 1       | 1934                                                                                     |